# De hete Urbanus
De hete Urbanus is het 50ste album uit de stripreeks De avonturen van Urbanus.

## Plot
Urbanus en César vernemen van Jef Patat dat het 1 april is. Ze besluiten hierop om Eufrazie enkele extreme poetsen te bakken. Emotioneel ingestort vertelt ze hen dat het vandaag ook haar verjaardag is. Om het goed te maken besluiten ze op restaurant te gaan. Daar trekken ze de aandacht met hun ongemanierde gedrag en hun klachten dat ze veel te weinig eten krijgen. De restaurantmanager besluit hen uit te dagen voor een weddenschap: als ze erin slagen een volledig viergangenmenu op te eten mogen ze het restaurant overnemen...

## Achtergronden en culturele verwijzingen bij het verhaal
- Destijds werd dit 50ste Urbanusalbum eerder uitgebracht dan album nr. 49, "Nabuko Donosor loopt voor de voeten" omdat de makers naar eigen zeggen "niet langer konden wachten".
- Speciaal voor de gelegenheid werd "De Hete Urbanus" geen tekenverhaal maar een fotostrip. Alle scènes werden gefotografeerd of samengesteld uit collages. Willy Linthout speelt de rol van Cesar, zijn zoon Sam leende zijn kinderlichaam om de "onderkant van Urbanus" te spelen, terwijl Urbanus' gezicht dan op het lichaam gemonteerd werd. Helemaal nieuw was dit procedé niet, gezien traditiegetrouw op de achterkant van elk Urbanus-verhaal altijd een fotomontage staat die een scène uit het getekende album uitbeeldt. Op de achterkant van "De Hete Urbanus" staat ter afwisseling dan ook een getekend prentje dat dezelfde functie vervult.
- Jacques Vermeire heeft in dit album een gastrol als restaurantkenner.
- Sam Linthout, die in dit album de "onderkant van Urbanus" speelt, heeft een cameo als het jongetje dat een zak friet koopt in Urbanus' restaurant.
- De enige personages uit de reeks die in dit album voorkomen zijn Urbanus, Cesar, Eufrazie en Jef Patat.